# Texas (musikgruppe)
 For alternative betydninger, se Texas (flertydig). (Se også artikler, som begynder med Texas)
Texas er en skotsk musikgruppe med Sharleen Spiteri som forsanger og sangskriver.
Texas er opkaldt efter Wim Wenders film; Paris, Texas fra 1984.

## Albummer
- Southside (1989)
  - I Don't Want A Lover
  - Thrill Has Gone
  - Everyday Now
  - Prayer For You
- Mothers Heaven (1991)
  - Why Believe In You
  - In My Heart
  - Alone With You (1992)
  - Mothers Heaven
- Ricks Road (1993)
  - So Called Friend
  - You Owe It All To Me
  - So In Love With You (1994)
  - Fade Away
- White on Blonde (1997)
  - Say What You Want
  - Halo
  - Black Eyed Boy
  - Put Your Arms Around Me
  - Insane (1998)
- The Hush (1999)
  - In Our Lifetime
  - Summer Son
  - When We Are Together
- The Greatest Hits (2000)
  - In Demand
  - Inner Smile (2001)
  - I Don't Want A Lover (2001 mix)
- Careful What You Wish For (2003)
  - Carnival Girl
  - I'll See It Through
- Red Book (2005)
  - Getaway
  - Can't Resist
  - Sleep (2006)
- The Conversation (2013)
  - The Conversation
  - Detroit City
  - Dry Your Eyes
- Texas 25 (2015)
  - Start A Family
- Jump On Board (2017)
  - Let's Work It Out
  - Tell That Girl
  - Midnight
  - Can't Control
- Hi (2021)
  - Hi
  - Mr Haze
  - Moonstar
  - You Can Call Me
  - Unbelievable